# Mikrocodides hertha
Mikrocodides hertha is een raderdiertjessoort uit de familie Epiphanidae. De wetenschappelijke naam van deze soort is voor het eerst geldig gepubliceerd in 1961 door Wulfert.